# Генрих II де Гранпре

Графство Гранпре на карте Франции XII века (северо-восток Шампани)

Генрих II де Гранпре по прозвищу «Вафлар» (фр. Henri II de Grandpré «Wafflart»; 1126/1130 — 1179/1190) — граф Гранпре, основатель города Бофор (Beaufort-en-Argonne).

## Биография
Сын Генриха I де Гранпре и Беатрикс де Жуанвиль. Прозвище «Вафлар», по мнению историка Лоры Наплан (Laura Napran) — от старофранцузского waffler — пожирать.
Наследовал отцу между 1148 и 1151 годами.
Около 1146 года женился на Лиутгарде Люксембургской (1129/31-1169/70), дочери люксембургского графа Гильома I и его жены Лиутгарды фон Байхлинген. В 1135 году она после смерти бездетного брата, Конрада II, унаследовала все его сеньории, которые могли передаваться по женской линии.
В 1178—1179 гг. крестоносец в Палестине.
В 1188 году с согласия графа Бара Тибо I основал город Бофор (сейчас — Бофор-ан-Аргон).
Дети:
- Генрих III де Гранпре (1153 — погиб в битве при Каркассоне 1211);
- Робер де Гранпре (1155—1217), епископ Вердена (1208—1217).
- ещё один ребёнок родился около 1150 года и умер в детском возрасте.